# Batata
Batata (bürgerlich Sérgio Leândro Seixtos Santos; * 23. März 1979 in Montes Claros, Brasilien) ist ein ehemaliger polnischer Fußballspieler brasilianischer Herkunft. Die polnische Staatsbürgerschaft hat Batata im November 2006 erhalten.

## Vereinskarriere
Batata kam 1997 im Alter von achtzehn Jahren von Brasilien nach Polen und spielte dort bei einigen Vereinen (Łódzki KS, Piotrcovia Piotrków Trybunalski, GKS Katowice, Pogoń Stettin, KSZO Ostrowiec Świętokrzyski, Widzew Łódź und Groclin Grodzisk) in der Ekstraklasa und in der 2. polnischen Liga. Von 2001 bis 2002 spielte er auch kurz für TuS Koblenz in der Oberliga und 2007 für Grêmio Esportivo Brasil in der dritten brasilianischen Liga. Danach stand er beim polnischen Zweitligisten Warta Posen unter Vertrag und spielte 2009 kurz für den Drittligisten Stal Niewiadów. Im Februar 2010 unterschrieb er einen Vertrag bei Zawisza Bydgoszcz. Nach einem halben Jahr wechselte er zu Kotwica Kołobrzeg und wieder nach einem halben Jahr zu Motor Lublin. Am Ende der Saison 2011/12 wurde sein auslaufender Vertrag nicht verlängert. Mitte Juli 2012 unterschrieb Batata einen Vertrag bis Ende 2012 beim polnischen Viertligisten Chełmianką Chełm. Zur Rückrunde 2012/13 wechselte er zum Amateurteam Polonia Piotrków Trybunalski in die Klasa okręgowa, die sechsthöchste Spielklasse. Hier beendete er 2018 seine aktive Karriere.

## Privates
Batata ist der Schwager des brasilianischen Fußballprofis Rodrigo (* 1979), der unter anderem für Pogoń Stettin und Cruzeiro Belo Horizonte aktiv war.

## Erfolge
- Copa do Brasil: 1996